# Der kleine Gangsterkönig
Der kleine Gangsterkönig (Originaltitel: The Little Giant) ist eine US-amerikanische Kriminalkomödie aus dem Jahr 1933 von Roy Del Ruth mit Edward G. Robinson und Mary Astor in den Hauptrollen. Der Pre-Code-Film wurde von First National Pictures produziert.

## Handlung
Als die Prohibition in den Vereinigten Staaten aufgehoben wird, verliert der Schwarzbrenner und Schmuggler Bugs Ahearn seine Einkünfte. Er beschließt, von nun an ein ehrliches Leben zu führen. Er zahlt alle seine Gangmitglieder aus, auch seine Freundin Edith Merriam, und reist von Chicago nach Santa Barbara in Kalifornien, um sich dort als angesehener Millionär zu etablieren. Mit seinem Freund und Partner Al Daniels will Bugs in die gehobene Gesellschaft eintreten, die in dem Hotel, in dem er abgestiegen ist, logiert. Er lernt Polly Cass kennen und verliebt sich in sie. Im ihr zu imponieren, lernt er Polo, kauft eine Yacht und mietet ein Haus von der Immobilienmaklerin Ruth Wayburn, die er dazu bringt, für ihn als persönliche Assistentin und Beraterin zu arbeiten.
Bugs weiß nicht, dass das angemietete Haus einmal der Familie Wayburn gehörte, die durch Geschäfte mit Pollys korruptem Vater Daniel bankrottgegangen ist. Bugs macht Polly einen Antrag, die jedoch heimlich ihre Affäre mit John Stanley weiterführt. Sie versucht mit ihrer Familie, Bugs um sein Vermögen durch unehrenhafte Geschäfte mit Schuldverschreibungen zu erleichtern. Als das Time Magazine Bugs als „Bierbaron“ tituliert, sieht Polly ihre Chance, die Verlobung zu lösen und mit ihrer Familie nach Europa abzureisen. Ruth hat sich mittlerweile in Bugs verliebt und klärt ihn über das schändliche Geschäftsgebaren der Cass auf. Sie erzählt ihm, wie eines der Geschäfte ihren Vater ruiniert hat, der danach vor lauter Verzweiflung gestorben ist. Bugs kann rechtzeitig aus dem Geschäft aussteigen, dadurch sein Vermögen retten und verhindern, dass er ins Gefängnis muss. Mit Hilfe seiner ehemaligen Bande kann er die Schulden begleichen, die Cass und seine Partner angehäuft haben. Bugs zahlt alle betrogenen Investoren aus. Auch er hat sich in Ruth verliebt, die glücklich seinen Heiratsantrag annimmt.

## Produktion

### Hintergrund
Gedreht wurde der Film in Monterey, Santa Barbara sowie in den Warner-Studios in Burbank.
Der Film wurde innerhalb von 18 Tagen gedreht und kostete 197.000 Dollar (2023: 4,6 Millionen Dollar). Der Verleiher Warner Bros. wurde von den Herausgebern der Tageszeitung New York Mirror verklagt, die angaben, dass der Film auf ihrer Originalstory When Beer Comes Back beruhe. Der Drehbuchentwurf der Geschichte wurde von den Autoren an die William Morris Agency gesandt. Die Verleihgesellschaft stritt ab, den Entwurf gesehen zu haben.

### Stab
Robert M. Haas oblag die künstlerische Leitung. Orry-Kelly war für das Kostümbild zuständig. Raymond Griffith überwachte die Produktion. Leo F. Forbstein dirigierte das Vitaphone-Orchester.

### Besetzung
In kleinen nicht im Abspann erwähnten Nebenrollen traten Joan Barclay, Nora Cecil, Charles Coleman, Bill Elliott, Selmer Jackson und Dewey Robinson auf.

## Synchronisation
Die deutsche Synchronfassung entstand 1974.
| Rolle         | Schauspieler       | Deutscher Synchronsprecher |
| ------------- | ------------------ | -------------------------- |
| Bugs Ahearn   | Edward G. Robinson | Harald Juhnke              |
| Ruth Wayburn  | Mary Astor         | Ursula Heyer               |
| Polly Cass    | Helen Vinson       | Almut Eggert               |
| Al Daniels    | Russell Hopton     | Rolf Schult                |
| John Stanley  | Kenneth Thomson    | Heinz Petruo               |
| Edith Merriam | Shirley Grey       | Renate Küster              |
| Donald Cass   | Berton Churchill   | Siegfried Schürenberg      |
| Gordon Cass   | Don Dillaway       | Arne Elsholtz              |
| Mrs. Cass     | Louise Mackintosh  | Tilly Lauenstein           |

## Veröffentlichung
Die Premiere des Films fand am 14. April 1933 statt. In der Bundesrepublik Deutschland wurde er am 9. November 1974 im deutschen Fernsehen ausgestrahlt.

## Kritiken
Der Filmkritiken-Aggregator Rotten Tomatoes hat in einer Auswertung von über 100 User-Kritiken ein Publikumsergebnis von 72 Prozent positiver Bewertungen ermittelt.
Das Lexikon des internationalen Films schrieb: „Vergnügliche Gangsterfilmparodie im Hollywood-Komödienstil der 30er Jahre.“
Die Filmzeitschrift Cinema befand: „Köstlich, wie Robinson hier seine stilbildende Rolle in „Der kleine Caesar“ von 1931 persifliert.“
Ken Hanke bezeichnete den Film im Mountain Xpress als flott, lustig und oftmals überraschend in Dingen, die vor der Einführung des Production Codes durchgingen.
Die Variety bemängelte, der Film sei nicht lustig genug, um intelligente Fans zu unterhalten und zu slapstickhaft, um Fans von Robinson zufriedenzustellen.